# 二氯胺-T
二氯胺-T是一种有机化合物，学名N,N-二氯对甲苯磺酰胺，化学式C7H7Cl2NO2S。它最初由Frederick Daniel Chattaway于1905年被发现。它可由对甲苯磺酰胺和漂白粉或氯气反应得到。它暴露在空气中或光下会降解。